# Messiah
Gloria a Dio grande possente!

Ei solo il Re sarà, Re sarà

Col Verbo sopra il mondo imperio avrà.

Per sempre regnerà, Ei regnerà!

Nume sol, de’ Regi il Re,

Per sempre, e sempre. Alleluja! Alleluja!»
(Traduzione italiana dell'Hallelujah, Parte II, 23)
Il Messiah (HWV 56) è un oratorio in lingua inglese, composto nel 1741 da Georg Friedrich Händel, con un testo scritturale elaborato da Charles Jennens, tratto dalla Bibbia di re Giacomo e dalla versione dei Salmi inclusa nel Book of Common Prayer. La prima rappresentazione assoluta avvenne a Dublino il 13 aprile 1742 e la sua prima londinese quasi un anno più tardi. Dopo un'accoglienza del pubblico inizialmente modesta, l'oratorio ha guadagnato in popolarità, fino a diventare uno delle più note e più frequentemente eseguite opere corali di tutta la musica occidentale.

## Sviluppo

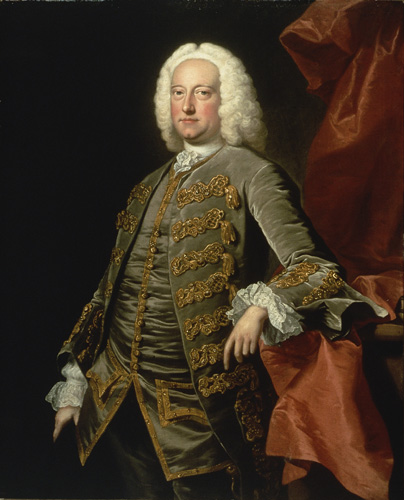
Un ritratto di Charles Jennens del 1740

L'idea per il Messiah fu di Charles Jennens, che aveva già scritto il libretto per l'oratorio Saul e aveva probabilmente composto il testo per Israele in Egitto basandosi su testi biblici. Nel luglio del 1741 disse ad un amico che voleva convincere Händel a musicare un'altra raccolta di testi biblici, per eseguirla nella Settimana Santa.
La lettera di Jennens a Holdsworth del 10 luglio 1741, in cui si parla per la prima volta del Messiah, suggerisce che il testo fosse un lavoro recente, probabilmente messo insieme prima dell'estate. Come devoto anglicano e credente nell'autorità delle Scritture, parte dell'intenzione di Jennens era sfidare i sostenitori del deismo, che respingeva la dottrina dell'intervento divino negli affari umani. Shaw descrive il testo come "una meditazione di nostro Signore come Messia nel pensiero cristiano e nella fede", e nonostante le sue riserve sul carattere di Jennens, ammette che il libretto finito "è pari a poco meno di un lavoro di genio" Non ci sono prove che Händel abbia svolto alcun ruolo attivo nella selezione e preparazione del testo, come aveva fatto nel caso di  Saul; a quanto pare, piuttosto, non vedeva la necessità di apportare alcuna modifica significativa al lavoro di Jennens.
Ma Händel non voleva impegnarsi per la stagione 1741/42. Nella stagione precedente non era riuscito ad affermarsi con le sue opere liriche italiane Imeneo e Deidamia. Lo spunto per la composizione del nuovo oratorio provenne infine dall'invito di William Cavendish, III duca di Devonshire per una serie di concerti a Dublino.
Händel scrisse la musica con la solita velocità, utilizzando parzialmente - come in altre opere e oratori - dei pezzi esistenti, tra cui le sue cantate italiane a duetto. Iniziò il 22 agosto 1741 terminando il primo atto il 28 agosto, il secondo il 6 settembre ed il terzo il 12 settembre. Con la strumentazione la partitura fu completata il 14 settembre – quindi dopo 24 giorni. Subito dopo proseguì con l'oratorio Samson e ne compose la maggior parte, rivedendolo poi nell'autunno del 1742.
Nel novembre del 1741 Händel si recò a Dublino. Il 2 ottobre là venne aperto "Mr Neale's Great Musick Hall in Fishamble Street" dove si proponevano da dicembre una serie di sottoscrizioni in cui venivano eseguiti L'Allegro, il Penseroso ed il Moderato ed altri oratori. Ancora prima della prima esecuzione del Messiah modificò alcuni passaggi e compose pezzi nuovi. 
La prima esecuzione il 13 aprile del 1742 (successo) diretta da Matthew Dubourg con Susannah Maria Arne ed i Cori della Cattedrale di San Patrizio e della Cattedrale di Cristo (preceduta da una première con un pubblico più ridotto il 9 aprile) fu annunciata come concerto di beneficenza per diverse organizzazioni caritative:
Dopo altre rappresentazioni del Messiah, Händel lasciò Dublino in agosto e tornò a Londra. In confronto all'accoglienza entusiastica di Dublino, assai più problematica fu la reazione nei concerti di Londra. Già con Israele in Egitto si erano sentite voci che criticavano la citazione di testi biblici in teatri profani; ora accadeva di peggio, con queste citazioni dai vangeli ad uso di un divertimento serale. Ancora anni dopo la composizione veniva giudicata blasfema, nonostante l'approvazione della Casa reale e della cattolicissima città di Dublino.
Forse per via di questi pregiudizi l'oratorio venne annunciato come A New Sacred Oratorio per la rappresentazione del 19 marzo 1743 nel Covent Garden Theatre di Londra senza il titolo Messiah nella seconda versione. 
Questa prassi venne mantenuta anche nel 1745 al His Majesty's Theatre di Londra e nel 1749 al Covent Garden. 
Solo nel 1750 al Royal Opera House incominciò una tradizione d'esecuzione annuale in cui Händel concludeva la sua stagione di oratori nella quaresima con una rappresentazione del Messiah, nella terza versione, ed una dopo pasqua nella cappella del Foundling Hospital, il cui ricavato andava ai bambini trovatelli.
Nel 1755 avviene la prima a Bath diretta dal compositore e nel 1758 nella Cattedrale di Bristol.
Händel stesso diresse il Messiah tante volte, modificandolo spesso per adattarlo alle più correnti esigenze. Conseguentemente nessuna versione può essere considerata autentica, e tante modifiche e arrangiamenti si sono aggiunti nei secoli seguenti, dei quali il più famoso è quello di Wolfgang Amadeus Mozart (numerato K 572 nel catalogo delle sue opere) per conto di Gottfried van Swieten a Vienna nel 1789 con Valentin Adamberger.
Nel 1763 viene eseguito nell'Università di Cambridge; la
prima italiana risale al 1768: fu rappresentata a Firenze, in Palazzo Pitti, come Il Messia, poi a New York nel 1770, nel 1772 in Amburgo, nel 1773 nel Haymarket Theatre di Londra, nel 1775 in Amburgo come Der Messias nella traduzione di Friedrich Gottlieb Klopstock diretto da Carl Philipp Emanuel Bach, nel 1784 nell'Abbazia di Westminster, nel 1786 nel Duomo di Berlino e a Lipsia come Der Messias diretta e tradotta da Johann Adam Hiller, nel 1790 al Drury Lane (teatro) di Londra, nel 1804 nel Teatro degli Stati di Praga, nel 1834 a Wuppertal diretta da Felix Mendelssohn, nel 1838 a Düsseldorf, nel 1858 a Boston, nel 1874 di nuovo a New York diretto da Leopold Damrosch, nel 1882 a Manchester, nel 1895 al Metropolitan Opera House di New York diretto da Anton Seidl, nel 1904 a Saint Louis (Missouri), nel 1931 nel Duomo di Salisburgo, nel 1935 nella Cattedrale di Worcester, nel 1939 al Teatro La Fenice di Venezia come Il Messia con Italo Tajo e il Coro e l'Orchestra dell'EIAR di Torino, nel 1948 nel Teatro Comunale di Bologna diretto da Vittorio Gui con Gabriella Gatti, Giulietta Simionato, Petre Munteanu e Boris Christoff, nel 1949 nel Teatro San Carlo di Napoli, nel 1950 all'Università di Salisburgo con Josef Greindl per il Festival di Salisburgo, nel 1958 nella Città del Vaticano nella trasferta della Fenice diretta da Gui con Munteanu, nel 1959 nel Cortile di Palazzo Ducale (Venezia) per La Fenice diretto da Francesco Molinari Pradelli e ad Assisi, diretta da Oliviero De Fabritiis, nel 2000 nel Musikverein di Vienna, il 4 dicembre 2022 a Lisbona nella Basilica da Estrela dal Chorus Phydelius e Orchestra Alma Mater.

## Prassi d'esecuzione
Händel metteva il Messiah nei programmi dei concerti sempre nel periodo della Quaresima o di Pasqua, seguendo il testo che si basa specialmente nella terza parte sui concetti di risurrezione e redenzione. Ancora ai tempi di Händel era d'uso a Dublino eseguire nelle sale da concerto l'oratorio nel periodo dell'Avvento. Questa tradizione si estese presto specialmente nei paesi anglosassoni.
In seguito l'oratorio qualche volta venne suddiviso: nei concerti natalizi spesso si rappresentava solo la prima parte e l'Hallelujah, mentre a pasqua si suonavano le parti che riguardano la Risurrezione. L'aria del Soprano I Know that my Redeemer Liveth è tuttora spesso cantata nelle messe funebri.
Il brano più celebre dell'oratorio è l'Hallelujah, che conclude la seconda delle tre parti dell'opera. La melodia dell'Halleluja venne poi ripresa dallo stesso Händel nel concerto per organo e orchestra HWV 308. In alcuni Paesi è d'uso che il pubblico si alzi in piedi durante questa parte dell'esecuzione. La tradizione vuole che il re Giorgio II, quando sentì questo coro per la prima volta, era così agitato che balzò in piedi, seguito da tutti gli altri.
Nota: Nonostante l'oratorio sia conosciuto come The Messiah il suo titolo corretto è semplicemente Messiah, senza articolo.

## Libretto
Il Messiah è, oltre a Israele in Egitto, l'unico oratorio di Händel il cui testo consiste esclusivamente in versi biblici. La scelta dei versi è di Charles Jennens il quale si faceva ispirare dal Book of Common Prayer of the Church of England.
La maggior parte del testo viene dai libri dei profeti e dai salmi dell'Antico Testamento. In questo modo Jennens fa sì che il Cristo del Nuovo Testamento sia identificato dalla profezia del Messia dell'Antico Testamento.

## Strumenti
Nel Messiah Händel impiega quattro solisti (soprano, alto, tenore, basso) e un coro a quattro voci. Ma è documentato che distribuiva la parte solistica quasi sempre su cinque cantanti e divideva spesso le arie del soprano. Nelle rappresentazioni a Dublino vennero impiegati persino otto cantanti fra cui Christina Maria Avoglio (Soprano) e Susanna Maria Cibber (Alto), le quali presero parte anche alle successive rappresentazioni di Londra.
Gli strumenti previsti nel manoscritto di Händel sono: violino I/II, viola, violoncello, basso continuo, tromba I/II e timpani. Non sono presenti altri strumenti a fiato, forse perché Händel non sapeva durante la composizione quali strumenti sarebbero stati a disposizione a Dublino. Ma è certo che, almeno nelle rappresentazioni di Londra, ci fossero oboi, fagotti e corni. Da una fattura del 1754 risulta che per questa esecuzione per l'ospedale Foundling erano impiegati 14 violini, 6 viole, 3 violoncelli, 2 contrabbassi, 4 oboi, 4 fagotti, 2 corni, 2 trombe e 2 timpani. Il coro era di 20 elementi, con i fanciulli della Chapel Royal per il Soprano e le voci di Tenore contraltino per l'Alto. Inoltre i solisti cantavano anche i brani del coro.

## Struttura dell'opera
È da notare che fino ad oggi si eseguono diverse versioni dell'oratorio che si basano sulle varie modifiche di Händel.
Parte I
1. Sinfonia (Preludio strumentale nella forma d'una Ouverture francese)
2. Arioso (tenore): Comfort ye my people
3. Aria (tenore): Ev'ry valley shall be exalted
4. Coro: And the glory, the glory of the Lord
5. Recitativo (basso): Thus saith the Lord
6. Aria (alto): But who may abide
7. Coro: And He shall purify
8. Recitativo (alto): Behold, a virgin shall conceive
9. Aria (alto) und Chor: O thou that tellest good tidings to Zion
10. Recitativo (basso): For behold, darkness shall cover the earth
11. Aria (basso): The people that walked in darkness
12. Coro: For unto us a Child is born
13. Pifa (sinfonia pastorale)
14. Recitativo (soprano): There were shepherds
15. Recitativo (soprano): And lo, the angel of the Lord
16. Recitativo (soprano): And suddenly there was with the angel
17. Coro: Glory to God in the highest
18. Aria (soprano): Rejoice greatly, O daughter of Zion
19. Recitativo (alto): Then shall the eyes of the blind
20. Duetto (alto, soprano): He shall feed his flock
21. Coro: His yoke is easy

Parte II
1. Coro: Behold the Lamb of God
2. Aria (alto): He was despised
3. Coro: Surely he hath borne our grieves
4. Coro: And with his stripes we are healed
5. Coro: All we like sheep
6. Recitativo (tenore): All they that see Him
7. Coro: He trusted in God
8. Recitativo (tenore): Thy rebuke hath broken His heart
9. Aria (tenore): Behold, and see if there be any sorrow
10. Recitativo (soprano): He was cut off out of the land
11. Aria (soprano): But thou didst not leave
12. Coro: Lift up your heads
13. Recitativo (tenore): Unto which of the angels
14. Coro: Let all the angels of God worship Him
15. Aria (alto): Thou art gone up on high
16. Coro: The Lord gave the word
17. Duetto (alto, soprano): How beautiful are the feet
18. Coro: Their sound is gone out
19. Aria (basso): Why do the nations so furiously
20. Coro: Let us break their bonds asunder
21. Recitativo (tenore): He that dwelleth in heaven
22. Aria (tenore): Thou shalt break them
23. Coro: Hallelujah!

Parte III
1. Aria (soprano): I know that my Redeemer liveth
2. Coro: Since by man came death
3. Recitativo (basso): Behold, I tell you a mystery
4. Aria (basso): The trumpet shall sound
5. Recitativo (alto): Then shall be brought to pass
6. Duetto (alto, tenore): O death, where is thy sting?
7. Coro: But thanks be to God
8. Aria (soprano): If God be for us
9. Coro: Worthy is the Lamb / Amen

Una rappresentazione intera dura, a seconda della versione e dell'interpretazione, tra due ore e due ore e mezzo; qualche vecchia registrazione su disco arriva anche a tre ore di durata. Spesso si tralasciano le ultime arie e duetti, eccetto il coro finale.

## Discografia
- Messia, Beecham/Vyvyan/Sinclair/Vickers/Tozzi - 1959 RCA
- Messia, Davis/Harper/Watts/Wakefield - 1966 Philips
- Messia, Marriner/McNair/Otter/Chance - 2002 Philips
- Messia, Marriner/Ameling/Langridge - Decca
- Messia, Pinnock/Auger/Otter/Chance - 1988 Archiv Produktion
- Messia, Minkowski/Musiciens du Louvre - 1997 Deutsche Grammophon
- Messiah, Cleobury/Dawson/Summers/Miles - 1993 Decca
- Messiah, Gardiner/Marshall/Robbin/Rolfe-Johnson/Hale/Brett/Quirke - 1982 Philips
- Messiah Foundling Hospital Version 1754, Hogwood/Nelson/Elliot/Thomas/Academy of Ancient Music - 1980 - Decca/L'Oiseau Lyre

### Osservazioni
1. ↑  Fino dalle sue prime esecuzioni il lavoro è stato spesso definito, erroneamente,  "Il Messiah". L'articolo è assente dal titolo originale.[3]